# Campeonato Europeu de Ginástica Artística de 2011 - Resultados femininos
Os resultados femininos do Campeonato Europeu de Ginástica Artística de 2011 contaram com todas as provas individuais.

## Resultados

### Individual geral
| Posição           | Ginasta                | Salto sobre a mesa | Barras assimétricas | Trave  | Solo   | Total  |
| ----------------- | ---------------------- | ------------------ | ------------------- | ------ | ------ | ------ |
| Medalha de ouro   | RUS Anna Dementyeva    | 13,600             | 14,250              | 15,150 | 14,475 | 57,475 |
| Medalha de prata  | GER Elisabeth Seitz    | 14,625             | 14,725              | 13,625 | 13,725 | 56,700 |
| Medalha de bronze | ROU Amelia Racea       | 14,400             | 13,825              | 14,550 | 13,825 | 56,600 |
| 4                 | ROU Diana Chelaru      | 14,350             | 13,450              | 13,975 | 14,550 | 56,325 |
| 5                 | ITA Carlotta Ferlito   | 13,875             | 13,175              | 14,875 | 13,900 | 55,825 |
| 6                 | ITA Vanessa Ferrari    | 13,875             | 13,900              | 13,750 | 13,950 | 55,475 |
| 7                 | NED Celine Van Gerner  | 13,525             | 14,375              | 13,750 | 13,950 | 55,450 |
| 8                 | SUI Ariella Kaeslin    | 14,750             | 13,625              | 14,150 | 12,850 | 55,375 |
| 9                 | SUI Giulia Steingruber | 15,375             | 13,325              | 12,875 | 13,450 | 55,025 |
| 10                | FRA Marine Brevet      | 13,525             | 13,350              | 14,025 | 13,775 | 54,675 |
| 11                | POL Marta Pihan        | 13,575             | 13,025              | 14,225 | 13,700 | 54,525 |
| 12                | BEL Julie Croket       | 14,000             | 13,050              | 13,075 | 14,175 | 54,300 |
| 13                | GBR Hannah Whelan      | 13,525             | 12,850              | 13,950 | 13,850 | 54,175 |
| 14                | BEL Aagje Vanwalleghem | 13,775             | 13,150              | 13,150 | 13,500 | 53,575 |
| 15                | GRE Vasiliki Millousi  | 12,700             | 13,725              | 13,975 | 13,125 | 53,525 |
| 16                | GBR Danusia Francis    | 13,500             | 13,125              | 13,400 | 13,350 | 53,375 |
| 17                | HUN Dorina Boczogo     | 13,500             | 13,075              | 13,175 | 12,850 | 52,600 |
| 18                | GRE Stefani Bismpikou  | 13,200             | 12,925              | 13,575 | 12,525 | 52,225 |
| 19                | CZE Jana Sikulova      | 13,650             | 13,750              | 11,975 | 12,700 | 52,075 |
| 20                | SWE Veronica Wagner    | 13,600             | 11,850              | 13,525 | 12,775 | 51,750 |
| 21                | NED Yvette Moshage     | 13,275             | 13,000              | 12,475 | 12,775 | 51,525 |
| 22                | ISR Valeriia Maksuta   | 13,925             | 11,950              | 11,575 | 12,125 | 49,575 |
| 23                | SWE Jonna Adlerteg     | 13,200             | 13,350              | 10,275 | 12,675 | 49,500 |
| 24                | RUS Aliya Mustafina    | 15,375             | -                   | -      | -      | 15,375 |

### Salto sobre a mesa
Finais
| Posição           | Ginasta                | Nota A  | Nota B  | Pen.    | Total 1 | Nota A  | Nota B  | Pen.    | Total 2 | Média total |
| Posição           | Ginasta                | Salto 1 | Salto 1 | Salto 1 | Salto 1 | Salto 2 | Salto 2 | Salto 2 | Salto 2 | Média total |
| ----------------- | ---------------------- | ------- | ------- | ------- | ------- | ------- | ------- | ------- | ------- | ----------- |
| Medalha de ouro   | ROU Sandra Izbasa      | 5.800   | 8.900   |         | 14,700  | 5.600   | 9.050   |         | 14,650  | 14,675      |
| Medalha de prata  | GER Oksana Chusovitina | 6.300   | 8.500   |         | 14,800  | 5.500   | 8.775   |         | 14,275  | 14,537      |
| Medalha de bronze | SUI Ariella Kaeslin    | 6.300   | 8.650   |         | 14,950  | 5.800   | 8.200   |         | 14,000  | 14,475      |
| 4                 | RUS Tatiana Nabieva    | 5.800   | 8.700   |         | 14,500  | 5.200   | 8.875   |         | 14,075  | 14,287      |
| 5                 | GER Elisabeth Seitz    | 5.800   | 8.875   |         | 14,675  | 5.000   | 8.700   |         | 13,700  | 14,187      |
| 6                 | SUI Giulia Steingruber | 6.300   | 7.600   |         | 13,900  | 5.200   | 8.900   |         | 14,100  | 14,000      |
| 7                 | ROU Amelia Racea       | 5.800   | 8.200   |         | 14,000  | 4.800   | 8.650   |         | 13,450  | 13,725      |
| 8                 | BLR N. Marachkouskaya  | 5.000   | 8.825   |         | 13,825  | 4.600   | 7.700   |         | 12,300  | 13,062      |

### Barras assimétricas
Finais
| Posição           | Ginasta                | Nota A | Nota B | Pen. | Total  |
| ----------------- | ---------------------- | ------ | ------ | ---- | ------ |
| Medalha de ouro   | GBR Elizabeth Tweddle  | 6.700  | 8.400  |      | 15,100 |
| Medalha de prata  | RUS Tatiana Nabieva    | 6.300  | 8.775  |      | 15,075 |
| Medalha de bronze | GER Kim Bui            | 6.200  | 8.475  |      | 14,675 |
| 4                 | RUS Anna Dementyeva    | 5.800  | 8.675  |      | 14,475 |
| 5                 | GER Elisabeth Seitz    | 6.400  | 7.775  |      | 14,175 |
| 6                 | BEL Aagje Vanwalleghem | 6.000  | 8.075  |      | 14,075 |
| 7                 | NED Celine van Gerner  | 5.800  | 8.175  |      | 13,975 |
| 8                 | ITA Vanessa Ferrari    | 5.800  | 7.050  |      | 12,850 |

### Trave
Finais
| Posição           | Ginasta                 | Nota A | Nota B | Pen. | Total  |
| ----------------- | ----------------------- | ------ | ------ | ---- | ------ |
| Medalha de ouro   | RUS Anna Dementyeva     | 6.700  | 8.650  |      | 15,350 |
| Medalha de prata  | ITA Carlotta Ferlito    | 5.900  | 8.600  |      | 14,500 |
| Medalha de bronze | ITA Elisabetta Preziosa | 5.900  | 8.425  |      | 14,325 |
| 4                 | BEL Julie Croket        | 5.900  | 8.250  |      | 14,150 |
| 5                 | SUI Ariella Kaeslin     | 5.900  | 8.225  |      | 14,125 |
| 6                 | GRE Vasiliki Millousi   | 5.500  | 8.300  |      | 13,800 |
| 7                 | POL Marta Pihan         | 5.900  | 6.950  |      | 12,850 |
| 8                 | GBR Hannah Whelan       | 5.700  | 6.250  |      | 11,950 |

### Solo
Finais
| Posição           | Ginasta                  | Nota A | Nota B | Pen. | Total  |
| ----------------- | ------------------------ | ------ | ------ | ---- | ------ |
| Medalha de ouro   | ROU Sandra Izbasa        | 5.800  | 8.700  |      | 14,500 |
| Medalha de prata  | ROU Diana Chelaru        | 5.900  | 8.575  |      | 14,475 |
| Medalha de bronze | RUS Yulia Belokobylskaya | 5.900  | 8.550  |      | 14,450 |
| 4                 | GBR Elizabeth Tweddle    | 6.000  | 8.300  |      | 14,300 |
| 5                 | BEL Julie Croket         | 5.600  | 8.675  |      | 14,275 |
| 6                 | ITA Carlotta Ferlito     | 5.500  | 8.550  |      | 14,050 |
| 7                 | RUS Anna Dementyeva      | 5.700  | 8.250  |      | 13,950 |
| 8                 | HUN Tunde Csillag        | 5.300  | 7.950  | 0.1  | 13,150 |